# کارلوس ورا
کارلوس ورا (به اسپانیایی: Carlos Vera) (زاده ۲۵ ژوئن ۱۹۷۶) داور فوتبال اهل اکوادور است.
وی از سال ۲۰۰۸ وارد لیست بین‌المللی فیفا شده است و سابقه قضاوت در کوپا آمریکا ۲۰۱۱ و جام باشگاه‌های جهان ۲۰۱۲ را دارد، وی یکی از داوران جام جهانی فوتبال ۲۰۱۴ نیز می‌باشد.